# Austin (Arkansas)
Austin – miasto w Stanach Zjednoczonych, w stanie Arkansas, w hrabstwie Lonoke.

## Demografia
W roku 2000 miasto zamieszkiwało tylko 605 osób, a gęstość zaludnienia wynosiła 78,6 osoby/km². W roku 2023 liczba mieszkańców wzrosła aż do 4027 osób, a gęstość zaludnienia do 502,1 osoby/km². W ciągu ćwierćwiecza liczba mieszkańców wzrosła ponad 6,5-krotnie.